# New England Patriots 2023
La stagione 2023 dei New England Patriots è stata la 54ª della franchigia nella National Football League, la 64ª complessiva e la 24ª ed ultima con Bill Belichick come capo-allenatore.
Per la prima volta dal 2009, la safety Devin McCourty non fece parte del roster, avendo annunciato il ritiro il 10 marzo. I Patriots iniziarono la stagione con un record di 1–5 per la prima volta dal 1995. In seguito scesero a un record di 2-8 per la prima volta dal 2000 dopo una sconfitta nella settimana 10 contro gli Indianapolis Colts a Francoforte. Dopo una sconfitta nella settimana 12 contro i New York Giants, la squadra ebbe matematicamente la seconda stagione con un record negativo, la terza nelle ultime quattro, non riuscendo a migliorare il bilancio di 8–9 della stagione precedente. Inoltre, dopo una sconfitta contro i Los Angeles Chargers nella settimana 13, i Patriots chiusero con almeno 10 sconfitte per la prima volta dal 2000. New England chiuse con il peggior record della AFC, 4–13. La loro percentuale di vittorie del 23,5 % fu la loro peggiore dal 1992. Fu la prima volta che i Patriots ebbero due stagioni consecutive con un record perdente dal 1992-1993, mancando i playoff per la terza volta in quattro stagioni. Dopo una sconfitta nel penultimo turno contro i Buffalo Bills, il club chiuse ultimo nella propria division per la prima volta dal 2000. Fu inoltre la prima volta dal 1992 che la squadra perse 13 partite e fu la peggior stagione di Belichick nella sua carriera da capo-allenatore.

## Scelte nel Draft 2023
| Scelte dei Patriots nel Draft 2023 |        |                    |       |                  |
| Giro                               | Scelta | Giocatore          | Ruolo | College          |
| 1                                  | 17     | Christian Gonzalez | CB    | Oregon           |
| 2                                  | 46     | Keion White        | DE    | Georgia Tech     |
| 3                                  | 76     | Marte Mapu         | LB    | Sacramento State |
| 4                                  | 107    | Jake Andrews       | C     | Troy             |
| 4                                  | 112    | Chad Ryland        | K     | Maryland         |
| 4                                  | 117    | Sidy Sow           | G     | Eastern Michigan |
| 5                                  | 144    | Atonio Mafi        | G     | UCLA             |
| 6                                  | 187    | Kayshon Boutte     | WR    | LSU              |
| 6                                  | 192    | Bryce Baringer     | P     | Michigan State   |
| 6                                  | 210    | Demario Douglas    | WR    | Liberty          |
| 6                                  | 214    | Ameer Speed        | CB    | Michigan State   |
| 7                                  | 245    | Isaiah Bolden      | CB    | Jackson State    |

## Staff
| Staff dei New England Patriots |
| --- |
| Organi dirigenziali - Chairman/CEO – Robert Kraft - Presidente – Jonathan Kraft - Direttore del personale dei giocatori – Matt Groh - Direttore del personale professionistico – Brian Smith - Direttore degli osservatori – Eliot Wolf - Direttore degli osservatori dei professionisti – Steve Cargile - Direttore degli osservatori del college – Camren Williams - Direttore dell'amministrazione degli osservatori – Nancy Meier - Direttore del football – Berj Najarian - Direttore della ricerca – Richard Miller Capo allenatore - Capo-allenatore - Bill Belichick - Assistente capo-allenatore – Joe Judge Altri allenatori - Preparatore atletico – Moses Cabrera - Assistente p.a. – Deron Mayo Allenatori dell'attacco - Coordinatore offensivo/quarterback – Bill O'Brien - Assistente quarterback – Evan Rothstein - Running back – Vinnie Sunseri - Wide receiver/kick returner – Troy Brown - Wide receiver – Ross Douglas - Tight end – Will Lawing - Offensive line – Adrian Klemm - Assistente offensive line – Billy Yates Allenatori della difesa - Defensive line – DeMarcus Covington - Linebacker – Steve Belichick - Linebacker – Jerod Mayo - Cornerback – Mike Pellegrino - Safety – Brian Belichick - NFL coaching fellowship/difesa – V'Angelo Bentley - NFL coaching fellowship/difesa – Keith Jones Allenatori dello special team - Coordinatore special team – Cameron Achord - Assistente special team – Joe Houston |

## Roster
| Roster dei New England Patriots |
| --- |
| Quarterback - 10 Mac Jones Running Back - 15 Ezekiel Elliott - 38 Rhamondre Stevenson Wide Receiver - 84 Kendrick Bourne - 80 Kayshon Boutte - 81 Demario Douglas - 1 DeVante Parker - 18 Matthew Slater - 7 JuJu Smith-Schuster Tight End - 88 Mike Gesicki - 85 Hunter Henry Offensive Linemen - 76 Calvin Anderson T - 60 David Andrews C - 67 Jake Andrews C - 77 Trent Brown T - 59 Vederian Lowe T - 68 Atonio Mafi G - 71 Michael Onwenu G - 74 Riley Reiff T - 61 Sidy Sow T - 69 Cole Strange G - 72 Tyrone Wheatley Jr. T Defensive Linemen - 90 Christian Barmore DT - 95 Daniel Ekuale DT - 92 Davon Godchaux DT - 93 Lawrence Guy DE - 96 Sam Roberts DE - 99 Keion White DE - 91 Deatrich Wise Jr. DE Linebacker - 8 Ja'Whaun Bentley MLB - 45 Chris Board OLB - 33 Anfernee Jennings OLB - 9 Matthew Judon OLB - 30 Marte Mapu OLB - 48 Jahlani Tavai MLB - 55 Josh Uche OLB - 3 Mack Wilson OLB Defensive Back - 27 Myles Bryant CB - 23 Kyle Dugger SS - 19 Christian Gonzalez CB - 13 Jack Jones CB - 31 Jonathan Jones CB - 25 Marcus Jones CB - 2 Jalen Mills FS - 5 Jabrill Peppers SS - 21 Adrian Phillips SS - 41 Brenden Schooler FS - 28 Ameer Speed CB - 26 Shaun Wade CB Special Team - -- Bryce Baringer P - 49 Joe Cardona LS - -- Chad Ryland K Lista delle riserve - 7 Isaiah Bolden CB (IR) - 22 Cody Davis FS (PUP) - 42 Diego Fagot MLB (IR) - 58 Trey Flowers OLB (PUP) - 59 Terez Hall MLB (IR) - 75 Conor McDermott T (IR) - 50 Raekwon McMillan MLB (IR) - 82 Tre Nixon WR (IR) - 11 Tyquan Thornton WR (IR) Squadra di allenamento - 24 Joshuah Bledsoe FS - 86 Pharaoh Brown TE - 16 Malik Cunningham QB - 65 James Ferentz C - 53 Joe Giles-Harris MLB - 36 Kevin Harris RB - 14 Ty Montgomery RB - 43 Calvin Munson MLB - 51 Ronnie Perkins OLB - 83 Thyrick Pitts WR - 66 Kody Russey C - 87 Matt Sokol TE - 64 Andrew Stueber T - 17 Corliss Waitman P - 4 Bailey Zappe QB Roster aggiornato al 31 agosto 2023 53 attivi, 8 inattivi, 15 nella squadra di allenamento |
| Legenda - I rookie sono in corsivo. - Il primo ruolo è il principale mentre gli eventuali successivi indicano i ruoli secondari. - (IR) sta per Injured Reserve ed indica la lista ristretta per un solo giocatore infortunato che può tornare ad allenarsi dopo la settimana 6 e a rientrare in prima squadra dopo che questa ha giocato 8 partite. - (NF-Inj.) / (NF-Ill.) stanno rispettivamente per Non-Football Injured e Non-Football Illness ed indicano le liste dove viene inserito un giocatore che ha un infortunio o una malattia non dipendente dal football americano. - (PUP) sta per Physically Unable to Perform ed indica la lista dove viene inserito un giocatore mentre è in attesa di recuperare la condizione fisica. Nella stagione regolare dopo la sesta partita giocata dalla propria squadra, il giocatore ha tempo tre settimane per riprendere ad allenarsi, più tre settimane aggiuntive dal suo rientro agli allenamenti per rientrare in prima squadra. |

## Precampionato
L'11 maggio 2023 fu annunciato il calendario delle gare del precampionato.
| Precampionato |           |           |                     |           |        |                  |           |         |
| Settimana     | Data      | Ora (ET)  | Avversario          | Risultato | Record | Stadio           | TV        | Sintesi |
| 1             | 10 agosto | 7:00 p.m. | Houston Texans      | S 9-20    | 0-1    | Gillette Stadium | WBZ (CBS) | Sintesi |
| 2             | 19 agosto | 8:00 p.m. | @ Green Bay Packers | V 21-17   | 1-1    | Lambeau Field    | WBZ (CBS) | Sintesi |
| 3             | 26 agosto | 8:15 p.m. | @ Tennessee Titans  | S 7-23    | 1-2    | Nissan Stadium   | WBZ (CBS) | Sintesi |

## Stagione regolare

### Calendario
Il calendario della stagione regolare 2023 fu reso noto l'11 maggio 2023. Il 30 novembre 2023 la gara del Monday Night Football del quindicesimo turno originariamente prevista per lunedì 18 dicembre fu spostata al pomeriggio di domenica 17 dicembre. Data e orario della gara di settimana 18 furono stabilite il 31 dicembre 2023, dopo lo svolgimento del diciassettesimo turno.
| Stagione regolare |                     |                     |                           |                     |                     |                                  |                     |                     |
| Settimana         | Data                | Ora (ET)            | Avversario                | Risultato           | Record              | Stadio                           | TV                  | Sintesi             |
| 1                 | 10 settembre        | 4:25 p.m.           | Philadelphia Eagles       | S 20-25             | 0-1                 | Gillette Stadium                 | CBS                 | Sintesi             |
| 2                 | 17 settembre        | 8:20 p.m.           | Miami Dolphins            | S 17-24             | 0-2                 | Gillette Stadium                 | NBC                 | Sintesi             |
| 3                 | 24 settembre        | 1:00 p.m.           | @ New York Jets           | V 15-10             | 1-2                 | MetLife Stadium                  | CBS                 | Sintesi             |
| 4                 | 1º ottobre          | 4:25 p.m.           | @ Dallas Cowboys          | S 3-38              | 1-3                 | AT&T Stadium                     | Fox                 | Sintesi             |
| 5                 | 8 ottobre           | 1:00 p.m.           | New Orleans Saints        | S 0-34              | 1-4                 | Gillette Stadium                 | CBS                 | Sintesi             |
| 6                 | 15 ottobre          | 4:05 p.m.           | @ Las Vegas Raiders       | S 17-21             | 1-5                 | Allegiant Stadium                | CBS                 | Sintesi             |
| 7                 | 22 ottobre          | 1:00 p.m.           | Buffalo Bills             | V 29-25             | 2-5                 | Gillette Stadium                 | CBS                 | Sintesi             |
| 8                 | 29 ottobre          | 1:00 p.m.           | @ Miami Dolphins          | S 17-31             | 2-6                 | Hard Rock Stadium                | CBS                 | Sintesi             |
| 9                 | 5 novembre          | 1:00 p.m.           | Washington Commanders     | S 17-20             | 2-7                 | Gillette Stadium                 | Fox                 | Sintesi             |
| 10                | 12 novembre         | 9:30 a.m.           | Indianapolis Colts (I)    | S 6-10              | 2-8                 | Deutsche Bank Park (Francoforte) | NFL Network         | Sintesi             |
| 11                | Settimana di riposo | Settimana di riposo | Settimana di riposo       | Settimana di riposo | Settimana di riposo | Settimana di riposo              | Settimana di riposo | Settimana di riposo |
| 12                | 26 novembre         | 1:00 p.m.           | @ New York Giants         | S 7-10              | 2-9                 | MetLife Stadium                  | Fox                 | Sintesi             |
| 13                | 3 dicembre          | 1:00 p.m.           | Los Angeles Chargers      | S 0-6               | 2-10                | Gillette Stadium                 | CBS                 | Sintesi             |
| 14                | 7 dicembre          | 8:15 p.m.           | @ Pittsburgh Steelers (T) | V 21-18             | 3-10                | Acrisure Stadium                 | Prime Video         | Sintesi             |
| 15                | 17 dicembre         | 1:00 p.m.           | Kansas City Chiefs        | S 17-27             | 3-11                | Gillette Stadium                 | Fox                 | Sintesi             |
| 16                | 24 dicembre         | 8:15 p.m.           | @ Denver Broncos (S)      | V 26-23             | 4-11                | Empower Field at Mile High       | NFL Network         | Sintesi             |
| 17                | 31 dicembre         | 1:00 p.m.           | @ Buffalo Bills           | S 21-27             | 4-12                | Highmark Stadium                 | CBS                 | Sintesi             |
| 18                | 7 gennaio           | 1:00 p.m.           | New York Jets             | S 3-17              | 4-13                | Gillette Stadium                 | Fox                 | Sintesi             |

Note:
- Gli avversari della propria division sono in grassetto.
- Il simbolo "@" indica una partita giocata in trasferta.
- (M) indica il Monday Night Football, (T) il Thursday Night Football, (S) il Sunday Night Football e (I) una partita delle NFL International Series.

## Premi

### Premi settimanali e mensili
- Christian Gonzalez:

rookie difensivo del mese di settembre